# 日本海博
日本海博覧会（にほんかいはくらんかい 英: 1973 EXPOSITION SEA OF JAPAN IN KANAZAWA）は、石川県金沢市で開催された地方博覧会。北國新聞社の創立80周年記念事業として企画された。

## 概要
太平洋側の発展に対する日本海側の過疎への格差是正の必要性・日本海側への人間優先的な開発の要求・日中国交正常化やシベリア開発に関わる日ソの経済協力といった日本海を軸とした国際交流の必要性を動機として日本海時代のビジョンと環境の希望をテーマとして開催、1972年12月に開催検討を開始し1973年1月1日に開催計画を公表、会場造成は石川県・パビリオン建設やイベント管理運営は北國新聞が担当。
- 主催：石川県・富山県・福井県・金沢市・北國新聞社[2]/富山新聞
- 会場：金沢市袋畠町 石川県産業展示館周辺（会場総面積33.6万平米・展示面積20万平米 閉幕後は石川県西部緑地公園として使用[2]）
- 会期：1973年8月18日 - 10月14日
  - 開会式には名誉総裁の三笠宮夫妻が臨席。
- 開場時間：9:00 - 18:00
- テーマ：日本海時代のビジョンと環境
- 来場者：約201万人

## パビリオン・施設
友情クラスター
- 国際友情館
- 47のふるさと館
- 日本海博記念アマチュア無線局

夢と生活の文化クラスター
- ナショナル館
- サンヨー館
- でんき館（東京芝浦電気・三菱電機・日立製作所）
- モード館
- 暮らしの文化館
- 北陸電力館「TOPIA2000」
- 専売公社館
- 電気通信館
- MRO放送館
- ニチメンプラザ

テーマ館クラスター
- 北陸の未来館
- 北陸の歴史館
- 自然と健康館
- 海洋館

北陸の産業クラスター
- 石川県産業館
- 石川県館
- 富山県産業館
- 福井県産業館
- コマツ館
- ジョイフルランド
- ファーマーランド
- ダイワ子供館
- コダック館
- 資生堂フラワーロード
- 世界の動物ランド
- 世界一小さいSL
- フードプラザ
- プレイランド

のりもののクラスター
- 国鉄交通館
- 高速道路館
- 自動車館
- ホンダ館

その他
- イベントステージ「10000人の広場」
- 国際バザール
- カフェテリア
- 中国定陵宝物展
- ピカソエロチカ展
- D51 522静態保存

## 主なイベント
一万人の広場
- 8月：「大人と子供のフェスティバル」としてプラハ少年合唱団、ヤングハワイ使節団、日劇ダンシングチームなどが出演。
- 9月：沢田研二、由美かおる、フォーリーブス、和田アキ子、堺正章らが出演。
- 10月：東北から中国までの日本各地の郷土芸能を展開。

## アクセス
北陸鉄道バスが金沢駅から会場までのバスを10分間隔で運行、土日・祭日には直行便や会場から金沢西インターチェンジ付近の駐車場までの便も設定、期間中金沢駅方面は延べ8,700台を用い18,870kmを走行、駐車場方面は延べ9,860台を用い30,700kmを走行、延べ乗客数は路線バス63万7,680人・団体客の貸切バスは27万3,575人を輸送。また北陸鉄道は記念乗車券として金沢駅-会場間のバス往復券や野町駅-乙丸駅・北鉄金沢駅-内灘駅間の鉄道往復券を発行。